# 中華民國104年全國運動會羽球比賽
中華民國104年全國運動會羽球比賽是中華民國104年全國運動會的正式項目之一，共產生七面金牌；本屆賽會正式比賽原定舉辦時間為10月17日至10月22日，與該年的丹麥首要超級賽、法國超級賽兩項國際賽撞期，因此提前於2015年9月30日至10月4日在高雄市左營區的高雄市立新莊高級中學舉行。

## 獎牌榜

### 隊伍獎牌榜
| 排名 | 代表團 | 金牌 | 银牌 | 铜牌 | 總數 |
| ---- | ------ | ---- | ---- | ---- | ---- |
| 1    | 臺北市 | 3    | 2    | 2    | 7    |
| 2    | 高雄市 | 2    | 0    | 2    | 4    |
| 3    | 臺中市 | 1    | 2    | 0    | 3    |
| 4    | 新北市 | 1    | 0    | 0    | 1    |
| 5    | 桃園市 | 0    | 2    | 1    | 3    |
| 6    | 基隆市 | 0    | 1    | 0    | 1    |
| 7    | 臺南市 | 0    | 0    | 1    | 1    |
| 7    | 屏東縣 | 0    | 0    | 1    | 1    |
| 總數 | 總數   | 7    | 7    | 7    | 21   |

- 主辦地

### 項目獎牌榜
| 項目     | 金牌                      | 银牌                      | 铜牌                      |
| 男子團體 | 臺北市                    | 臺中市                    | 臺南市                    |
| 女子團體 | 高雄市                    | 桃園市                    | 臺北市                    |
| 男子單打 | 王子維（臺北市）          | 許仁豪（臺北市）          | 施貴鈞（屏東縣）          |
| 女子單打 | 戴資穎（高雄市）          | 白馭珀（桃園市）          | 許雅晴（高雄市）          |
| 男子雙打 | 廖敏竣 / 李勝木（臺中市） | 李哲輝 / 陳宏麟（基隆市） | 柏禮維 / 楊明哲（臺北市） |
| 女子雙打 | 吳芳茜 / 姜凱心（臺北市） | 吳玓蓉 / 程文欣（臺北市） | 洪詩涵 / 謝沛蓁（桃園市） |
| 混合雙打 | 呂佳彬 / 王沛蓉（新北市） | 李勝木 / 邱翌如（臺中市） | 盧敬堯 / 陳曉歡（高雄市） |

## 外部連結
- 104年全國運動會官方網站存檔